# 尤拉克馬柴山 (瓦喬科爾帕區)
13°03′39″S 75°00′21″W / 13.06083°S 75.00583°W
尤拉克馬柴山（Yuraq Mach'ay），是秘魯的山峰，位於該國中南部萬卡韋利卡大區，由萬卡韋利卡省的瓦喬科爾帕區負責管轄，屬於瓊塔山脈的一部分，海拔高度4,800米。